# Sphecodes bischoffi
Sphecodes bischoffi är en biart som beskrevs av Meyer 1925. Sphecodes bischoffi ingår i släktet blodbin, och familjen vägbin. Inga underarter finns listade i Catalogue of Life.